# غوالبيرتو فيلارويل
غوالبيرتو فيلارويل (بالإسبانية: Gualberto Villarroel López) (و. 1908 – 1946 م) هو جندي من بوليفيا .
تولى منصب رئيس بوليفيا .